# Овечья
Овечья (укр. Овеча) — село,
Рубанский сельский совет,
Недригайловский район,
Сумская область,
Украина.
Код КОАТУУ — 5923585002. Население по переписи 2001 года составляло 61 человек .
Село указано на подробной карте Российской Империи и близлежащих заграничных владений 1816 года как хутор Овечий. имел второе наименования Анастасиевка.

## Географическое положение
Село Овечья находится на расстоянии в 1,5 км от сёл Тимощенково, Юхты, Шкроботы и Рубанка.
По селу протекает пересыхающий ручей с запрудой.

## Экономика
- Овце-товарная ферма.